# Ellisburg (New Jersey)
Ellisburg – jednostka osadnicza w Stanach Zjednoczonych, w stanie New Jersey, w hrabstwie Camden.